# Ralink
Ralink é uma empresa com sede em Hsinchu, em Taiwan, fundada em Cupertino, na Califórnia especializada na fabricação de chips para dispositivos wireless de baixo custo, sendo desde 2011 uma subsidiária da MediaTek.

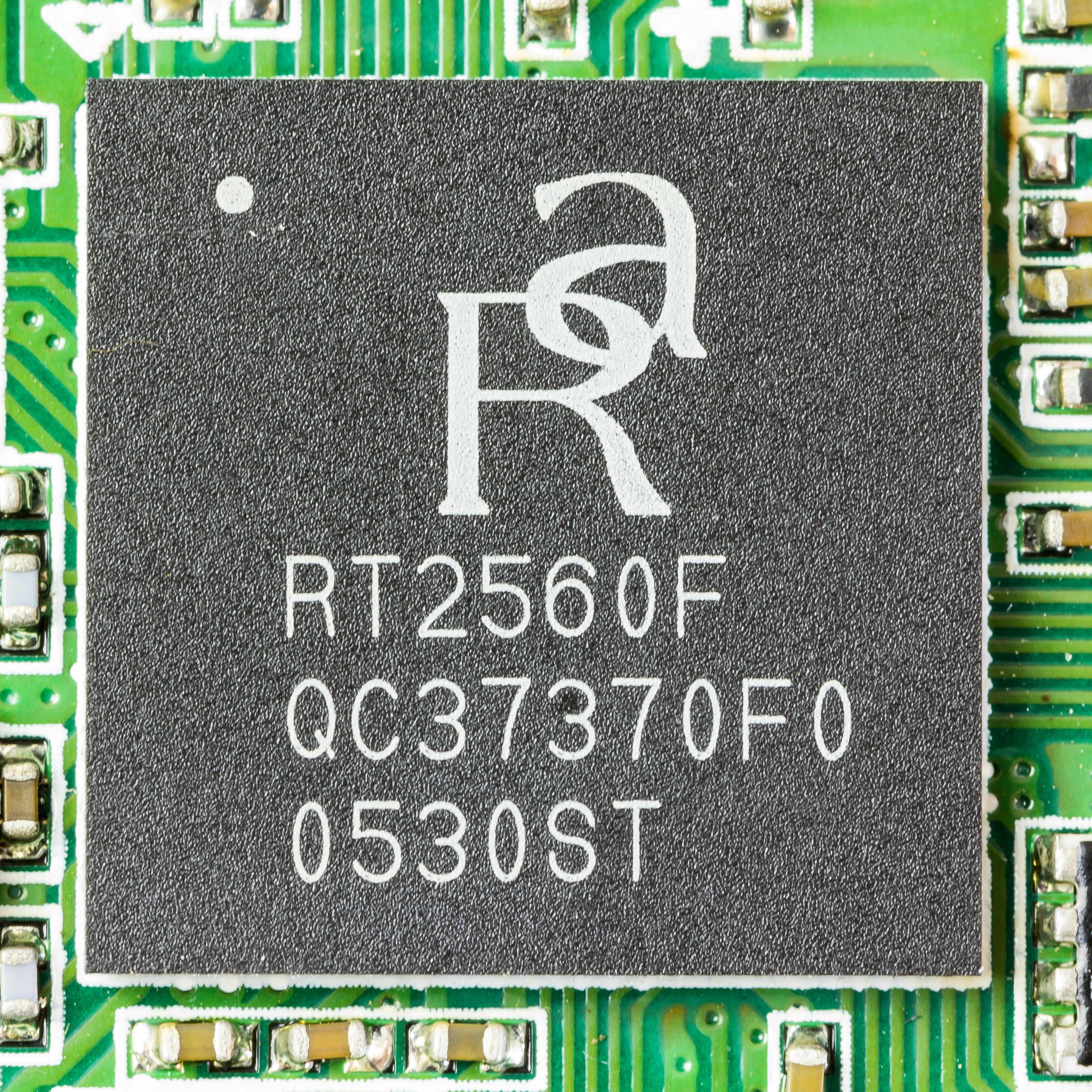
Ralink RT2560F

Ralink RT2400 e Ralink RT2500 são chips bastante comuns nas placas Wi-Fi mais baratas, o Ralink RT2570 foi utilizado no Nintendo DS e no Wii.